# スマイター (護衛空母)
|          |                                             |
| 艦歴     |                                             |
| 発注     |                                             |
| 起工     | 1943年5月10日                               |
| 進水     | 1943年9月27日                               |
| 就役     | 1944年1月20日                               |
| 退役     | 1946年5月6日                                |
| 除籍     | 1946年5月6日                                |
| その後   | 商船として売却                              |
| 性能諸元 |                                             |
| 排水量   | 7,800トン                                   |
| 全長     | 495 ft 8 in (151.1 m)                       |
| 全幅     | 69 ft 6 in (21.2 m)                         |
| 吃水     | 26 ft (7.9 m)                               |
| 機関     |                                             |
| 最大速   | 17.5 ノット                                 |
| 航続距離 |                                             |
| 乗員     | 士官、兵員890名                             |
| 兵装     | 5インチ砲2門、連装40mm機銃4基、20mm機銃10基 |
| 搭載機   | 28                                          |

スマイター (HMS Smiter, D55) は、イギリス海軍の護衛空母。その前身ヴァーミリオン (USS Vermillion, AVG/ACV/CVE-52) は、アメリカ海軍の護衛空母。ボーグ級航空母艦の1隻。

## 艦歴
ヴァーミリオンは海事委任契約の下ワシントン州タコマのシアトル・タコマ造船所で1943年5月10日に起工する。1943年6月10日に CVE-52（護衛空母）に艦種変更され、1943年6月23日にレンドリース法に基づきイギリス海軍へ移管、1943年9月27日に進水し1944年1月20日に引き渡された。
艦はスマイター (HMS Smiter, D55) の艦名でイギリス海軍で就役する。ルーラー級護衛空母の一隻として、スマイターは第二次世界大戦を戦い、1946年3月20日にバージニア州ノーフォークに帰還、4月6日に公式にアメリカ海軍へ返還された。1946年5月6日に除籍され、1947年1月28日に商船へ改装のためニューポート・ニューズ造船所に売却された。その後カンパニア・アルゼンチナ・デ・ナビガシオン・ドデロ社に転売、1948年にブエノスアイレスで SS Artillero と改名される。1965年には President Garcia と改名されるが、1967年7月にガーンジー島で難破し、同年11月にハンブルクでスクラップとして廃棄された。